# 27e cérémonie des Independent Spirit Awards
La 27e cérémonie des Film Independent's Spirit Awards, organisée par Film Independent, a eu lieu le 25 février 2012 et a récompensé les meilleurs films indépendants sortis l'année précédente.

## Palmarès

### Meilleur film
- The Artist
  - The Descendants
  - Take Shelter
  - Drive
  - Beginners
  - 50/50

### Meilleur réalisateur
- Michel Hazanavicius pour The Artist
  - Jeff Nichols pour Take Shelter
  - Nicolas Winding Refn pour Drive
  - Alexander Payne pour The Descendants
  - Mike Mills pour Beginners

### Meilleur acteur
- Jean Dujardin pour le rôle de George Valentin dans The Artist
  - Demián Bichir pour le rôle de Carlos Galindo dans A Better Life
  - Michael Shannon pour le rôle de Curtis LaForche dans Take Shelter
  - Ryan Gosling pour le rôle du conducteur dans Drive
  - Woody Harrelson pour le rôle de Dave Brown dans Rampart

### Meilleure actrice
- Michelle Williams pour le rôle de Marilyn Monroe dans My Week with Marilyn
  - Elizabeth Olsen pour le rôle de Martha dans Martha Marcy May Marlene
  - Rachael Harris pour le rôle de Linda White dans Natural Selection
  - Lauren Ambrose pour le rôle de Angela dans Think of Me
  - Adepero Oduye pour le rôle de Bina dans Pariah

### Meilleur acteur dans un second rôle
- Christopher Plummer pour le rôle de Hal dans Beginners
  - Albert Brooks pour le rôle de Bernie Rose dans Drive
  - Corey Stoll pour le rôle d'Ernest Hemingway dans Minuit à Paris (Midnight in Paris)
  - John C. Reilly pour le rôle de Dean Ziegler dans Cedar Rapids
  - John Hawkes pour le rôle de Patrick dans Martha Marcy May Marlene

### Meilleure actrice dans un second rôle
- Shailene Woodley pour le rôle d'Alexandra King dans The Descendants
  - Jessica Chastain pour le rôle de Samantha LaForche dans Take Shelter
  - Janet McTeer pour le rôle de Hubert Page dans Albert Nobbs
  - Harmony Santana pour le rôle de Michael dans Gun Hill Road
  - Anjelica Huston pour le rôle de Diane dans 50/50

### Meilleur premier film
- Margin Call de J. C. Chandor
  - Another Earth de Mike Cahill
  - In the Family de Patrick Wang
  - Martha Marcy May Marlene de Sean Durkin
  - Natural Selection de Robbie Pickering

### Meilleur scénario
- The Descendants
  - Les Winners (Win Win)
  - The Artist
  - Footnote (הערת שוליים)
  - Beginners

### Meilleur premier scénario
- 50/50 – Will Reiser
  - Cedar Rapids – Phil Johnston
  - Margin Call  – J. C. Chandor
  - Another Earth – Mike Cahill et Brit Marling
  - Terri – Patrick deWitt

### Meilleure photographie
- The Artist – Guillaume Schiffman
  - Bellflower – Joel Hodge
  - Dynamiter – Jeffrey Waldron
  - Minuit à Paris – Darius Khondji
  - The Off hours – Benjamin Kasulke

### Meilleur film étranger
- Une séparation (جدایی نادر از سیمین) •  Iran
  - Tyrannosaur •  Royaume-Uni
  - Le Gamin au vélo •  Belgique
  - Shame •  Royaume-Uni /  Australie
  - Melancholia •  Danemark

### Meilleur film documentaire
- We Were Here
  - The Redemption of General Butt Naked
  - The Interrupters
  - Bill Cunningham New York
  - An African Election

### Prix Robert-Altman
- Margin Call

### John CassavetesAward
- Pariah
  - Bellflower
  - En secret (Circumstance)
  - Hello Lonesome
  - The Dynamiter